# Iso Kuusijärvi (Gällivare socken, Lappland)
Iso Kuusijärvi är en sjö i Gällivare kommun i Lappland och ingår i Kalixälvens huvudavrinningsområde. Sjön har en area på 0,0906 kvadratkilometer och ligger 382 meter över havet.
Namnet är finskt och kan på svenska översättas med Stora Gransjön.

## Delavrinningsområde
Iso Kuusijärvi ingår i det delavrinningsområde (748939-175703) som SMHI kallar för Utloppet av Kääntöjärvi. Medelhöjden är 356 meter över havet och ytan är 31,05 kvadratkilometer. Räknas de 2 avrinningsområdena uppströms in blir den ackumulerade arean 69,98 kvadratkilometer. Kääntöjoki som avvattnar avrinningsområdet har biflödesordning 2, vilket innebär att vattnet flödar genom totalt 2 vattendrag innan det når havet efter 227 kilometer. Avrinningsområdet består mestadels av skog (76 procent). Avrinningsområdet har 3,6 kvadratkilometer vattenytor vilket ger det en sjöprocent på 11,6 procent.